# Eupithecia rotundopuncta
Eupithecia rotundopuncta là một loài bướm đêm trong họ Geometridae.